# Isala Van Diest

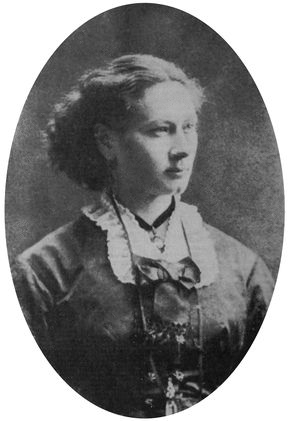
Isala Van Diest, (1842-1916).

Anne Catherine Albertine Isala Van Diest (Leuven, 7 mei 1842 - Knokke, 9 februari 1916) was de eerste Belgische vrouwelijke arts en een feministe.

## Jeugd en opleiding
Van Diest was een dochter van de Leuvense stadschirurgijn en verloskundige Pierre Joseph Van Diest die voor die tijd een ruimdenkend persoon was. Isala was het vierde kind uit een gezin van zeven. Zij en haar vijf zusters kregen dezelfde opvoeding als hun broer en ze vergezelden hun moeder regelmatig op haar reizen naar Engeland. Daar kwam Isala Van Diest in contact met het daar heersende progressieve milieu.
Toen haar enige broer onverwacht overleed, besloot Van Diest om in navolging en met de steun van haar vader geneeskunde te gaan studeren. Omdat het hoger secundair onderwijs in België nog niet toegankelijk was voor meisjes, ging Van Diest eerst naar Duitsland om zich voor te bereiden op haar universitaire studies. Ze keerde terug in 1873 en wilde zich inschrijven aan de Katholieke Universiteit Leuven. De rector, Monseigneur Namèche, weigerde haar inschrijving en deed Van Diest het tegenvoorstel om enkel de studie fysiologie en verloskunde te volgen zodat ze het beroep van verloskundige kon uitoefenen. Van Diest weigerde en schreef zich in april 1874 in aan de Universiteit van Bern waar sinds 1872 vrouwen toegelaten waren.
Van Diest behaalde het diploma van doctor in de geneeskunde op 21 mei 1879. In haar doctoraatsthesis Hygiène des prisons klaagde ze de wantoestanden in de Zwitserse gevangenissen aan. Van Diest kon haar beroep gedurende twee jaar uitoefenen in Engeland waar vrouwelijke artsen sinds 1866 toegelaten waren. Zij was er verbonden aan het New Hospital for Women te Londen en ontmoette er verscheidene Engelse feministen.
In 1882 keerde Van Diest terug naar België. Om haar buitenlands diploma te laten erkennen diende ze een bijkomend examen af te leggen. Hiervoor volgde Van Diest bijkomende cursussen aan de Université Libre de Bruxelles waar sinds 1880 vrouwen toegelaten waren. In 1884 slaagde Van Diest voor de centrale examencommissie. Om haar beroep te kunnen uitoefenen in België was er een Koninklijk Besluit nodig dat op 24 november 1884 verscheen.

## Eerste jaren als huisarts
Isala Van Diest vestigde zich in Brussel en werkte eerst als arts voor Le Refuge, een opvanghuis voor ex-prostituees. In 1886 werd ze bestuurslid van de organisatie en begon ze haar eigen praktijk als huisarts. In het begin had ze vooral buitenlandse patiënten maar gaandeweg nam het aantal Belgische patiënten toe, zeker na 1890 toen vrouwen ook effectief toegang kregen tot het beroep van huisarts en apotheker.

## Van Diest als activiste
Van Diest beschouwde haar beroep, net als haar vader, als een roeping. Daarom was ze sociaal zeer actief. Van Diest was betrokken bij de oprichting in 1881 van de Société de moralité publique, een pluralistische organisatie waarvan Emile de Laveleye voorzitter werd  en die tot doel had de strijd aan te gaan tegen de internationale vrouwenhandel en de gereglementeerde prostitutie. In 1889 werd Van Diest opgenomen in het uitvoerend comité van de organisatie en bleef hierin zetelen tot in 1902.
De Société de moralité publique was internationaal geaffilieerd met de Fédération Brittanique die in 1875 was opgericht door Josephine Butler. In 1885 nam Van Diest deel aan het congres van de Fédération Brittanique te Antwerpen en ze werd het volgende jaar bestuurslid van deze organisatie. In 1891 was Van Diest verantwoordelijk voor de organisatie van het internationaal congres van de vereniging te Brussel.

## Van Diest als feministe
Isala Van Diest was een overtuigd feministe. Reeds tijdens haar verblijf in Engeland rond 1880 was ze in contact gekomen met het Engelse feminisme. Nadat Van Diest in 1890 reeds een vereniging voor het vrouwenrecht had opgericht was ze in 1892 samen met Marie Popelin, de eerste Belgische vrouwelijke doctor in de rechten, betrokken bij de oprichting van de Ligue belge du droit des femmes (Belgische Liga voor Vrouwenrechten). Samen met Louis Franck en Marie Popelin zat Van Diest het bureau voor van de eerste Algemene Vergadering.

## Einde van haar carrière
In 1902 was Isala Van Diest genoodzaakt haar artsenpraktijk en haar bestuursfuncties in Le Refuge en de Société de moralité publique op te geven wegens haar sterk verminderd gezichtsvermogen. Ze verhuisde naar Knokke waar ze haar laatste levensjaren doorbracht. In 1914 trad ze nog eenmaal op de voorgrond als erevoorzitster van de tentoonstelling De hedendaagse vrouw die door de stad Antwerpen werd georganiseerd.

## Varia
Isala Van Diest staat samen met Marie Popelin op het Belgische muntstuk van 2 euro dat in 2011 werd geslagen ter gelegenheid van de honderdste verjaardag van de eerste vrouwendag in België.